# Экстрасенс 2: Лабиринты разума
«Экстрасенс 2: Лабиринты разума» (англ. Mindscape, другое название — «Анна») — психологический триллер 2013 года, режиссерский дебют Хорхе Дорадо. В главных ролях снялись Таисса Фармига, Марк Стронг, Ноа Тейлор и Брайан Кокс . Сценаристом выступил Гай Холмс.
Мировая премьера фильма состоялась 13 октября 2013 года на 46-м кинофестивале в Ситжесе. Warner Bros. выпустила фильм в Испании 24 января 2014 года. Премьера фильма в Северной Америке состоялась на Международном кинофестивале в Далласе 5 апреля 2014 года. В Северной Америке фильму дали название «Анна», он вышел на видео по запросу 6 мая 2014 года и в ограниченном прокате 6 июня 2014 года.

## Сюжет
Главный герой, Джон Вашингтон, детектив, способный проникать в воспоминания людей; он берется за дело блестящей, но проблемной 16-летней девушки Анны, чтобы определить, является ли она социопатом или жертвой психологической травмы.

## В ролях
- Марк Стронг — Джон Вашингтон
- Таисса Фармига — Анна Грин
- Брайан Кокс — Себастьян
- Саския Ривз — Мишель Грин
- Ричард Диллейн — Роберт
- Индира Варма — Джудит Морроу
- Ной Тейлор — Питер Лундгрен
- Альберто Амманн — Том Ортега
- Джессика Барден — Меган «Мышка» Скэнлон

## Производство
В 2011 году Жауме Кольет-Серра вместе со своим другом Хуаном Сола основали компанию Ombra Films. И этот фильм стал результатом сотрудничества Ombra и Safran Company. Оливье Курсон из компании Safran говорит о фильме: «Мы очень рады, что начались съёмки нашего первого фильма. Мы твердо верим в наше партнерство с Жауме Кольет-Серра, он очень талантливый режиссер и продюсер». Сценарий написал Гай Холмс.

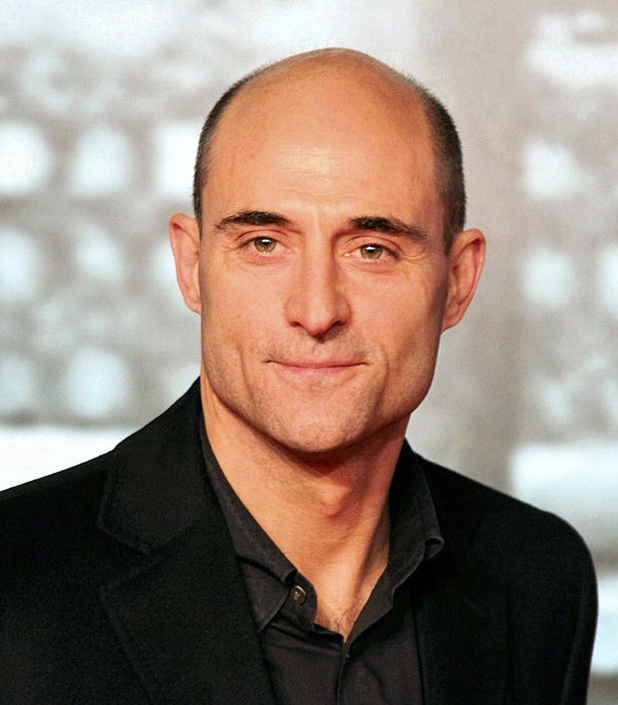
Стронг играет Джона Вашингтона

Примерный бюджет фильма — 4,35 миллиона долларов. StudioCanal занималась распространением фильма в Великобритании, Франции и Германии, а также его международными продажами.
Об участии Марка Стронга, Тайссы Фармиги и Брайана Кокса стало известно 17 октября 2012 года, на следующий день после начала съемок. В интервью испанскому киножурналу Fotogramas Стронг сказал, что фильм представляет собой «классический детектив с элементами научной фантастики». В качестве вдохновения, Дорадо назвал «Головокружение» и «Китайский квартал», и сказал, что фильм — «загадочная головоломка, которую предстоит решить зрителям».
Съемки фильма начались 16 октября 2012 года в Мадриде, а также прошли в Барселоне и ее окрестностях; Дордонь, Франция; и Монреаль, Квебек, Канада. В октябре 2012 года съемочная группа провела съемки в замке Эссендьер в Дордонь. 3 января 2014 года художественный руководитель фильма Ален Бэне был номинирован на премию Гауди как лучший режиссер-постановщик.

## Выпуск
В августе 2013 года Warner Bros. опубликовала первый официальный постер к фильму. Первый трейлер фильма был выпущен 3 октября 2013 года. Второй официальный постер к кинотеатру был выпущен в октябре 2013 года, за несколько дней до кинофестиваля в Ситжесе. Английский трейлер был выпущен 28 октября 2013 года.
Мировая премьера фильма состоялась на 46-м кинофестивале в Сиджесе открыв официальный конкурс Fantàstic 13 октября 2013 года. Впоследствии фильм был показан на Международном фестивале фантастического кино в Жерармере, кинофестивале в Глазго и Международном кинофестивале в Далласе.
Warner Bros. выпустила фильм в Испании 24 января 2014 года. Компания Vertical Entertainment приобрела триллер от StudioCanal накануне открытия Европейского кинорынка для проката в Северной Америке. Фильм был переименован в «Анна» для выпуска в Северной Америке. Фильм вышел на видео по запросу 6 мая 2014 года, а затем выпущен в ограниченный прокат 6 июня 2014 года, в Великобритании 25 июля 2014 года а его телевизионная премьера состоялась 29 декабря 2015 года на Film4.
Фильм, в премьерный уик-энд собрал 397 978 долларов. Во второй уик-энд фильм собрал 196 146 долларов в прокате. По состоянию на 1 августа 2014 года фильм собрал в прокате 1 145 614 долларов. Он вышел в прокат в Сингапуре 8 мая 2014 года и собрал 72 586 долларов. В общей сложности фильм заработал 1 218 200 долларов в Испании и Сингапуре.

## Прием критиков

### Кассовые сборы
Фильм вышел на видео по запросу 6 мая 2014 года, а затем в 15 кинотеатрах США 6 июня 2014 года. Он плохо показал себя в прокате; в первые выходные фильм собрал 2541 доллар. Фильм продержался в кинотеатрах всего одну неделю, собрав внутри страны 4288 долларов. Он вышел в Великобритании в июле 2014 года, его кассовые сборы составили всего 185 долларов. В мировом прокате он собрал 1 256 607 долларов.

### Отзывы критиков
Фильм получил в основном смешанные и отрицательные отзывы кинокритиков. Сайт-агрегатор обзоров Rotten Tomatoes дал фильму рейтинг одобрения 33 % на основе 21 отзыва со средневзвешенным значением 4,89 / 10. Он также получил 42 балла из 100 на Metacritic на основе 7 критических обзоров, что указывает на «смешанные или средние отзывы».
После 46-го кинофестиваля в Ситжесе кинокритик Хорди Сьерко из Fin de la Historia писал, что этот фильм был «интригующим триллером и [имел] хороший сценарий». Шелаг Роуэн-Легг из Screen Anarchy пишет: "Это олдскульный триллер в стиле Хичкока с некоторыми интересными научно-фантастическими поворотами и повествованием, напоминающим " Головокружение «, при умелой режиссуре Дорадо и великолепной игре Марка Стронга и Таиссы Фармиги». Хосе Эрнандес с сайта Cineol дал фильму оценку от смешанной до положительной, дав ему 3 звезды из 5. Эрнандесу понравился «очень хорошо снятый триллер, хороший состав и ритм», но он сказал, что фильм «очень коммерческий, как» Красные огни « и» Злоумышленники ".
AlloCiné присвоил фильму средневзвешенное 3,5 из 5, написав, что "В фильме есть несколько отсылок для киноманов, от психологического кино М. Найта Шьямалана до интеллектуальных игр «Начала» ".
Актерская игра Стронга и Фармиги получила признание критиков. Старейший в Испании киножурнал Fotogramas написал, что лучшая часть фильма — это «отношения между детективом, травмированным трагическим прошлым (Стронг), и роковой женщиной (завораживающая Фармига, подросток, очень похожий на Ганнибала Лектера)».